# Nándor Tánczos
Nándor Tánczos, né le 29 mai 1966 en Angleterre, est un homme politique néo-zélandais. Membre du Parti vert, il est député à la Chambre des représentants de 1999 à 2005 et de 2005 à 2008. Personnage « haut en couleur », il est le premier rastafari à siéger au Parlement néo-zélandais.

## Jeunesse et études
Il naît en Angleterre d'un père hongrois et d'une mère sud-africaine métisse. Lorsqu'il a sept ans, sa famille émigre en Nouvelle-Zélande. Adolescent, il s'intéresse au mouvement anarchiste. Il obtient une licence en psychologie et en sociologie à l'université de Waikato, et un diplôme en gestion durable des terres à l'Institut Unitec de technologie (en) à Auckland.
De 1997 à 2003 il est le copropriétaire et directeur de la boutique Hempstore Aotearoa, qui vend des produits herbacés énergisants, généralement à base de chanvre, réservés aux adultes. Bien que ces produits soient légaux, ils lui attirent des critiques de la part de députés conservateurs,.

## Engagement politique
De 1983 à 1986, au Royaume-Uni, il milite en soutien à la grève des mineurs et pour le désarmement nucléaire.
De retour en Nouvelle-Zélande, il est candidat malheureux aux élections législatives de 1996 sous l'étiquette du Parti pour la légalisation du cannabis. Il s'engage au sein du Parti vert et devient coordinateur de la branche des « Verts sauvages » (Wild Greens), qui prônent la désobéissance civile et la légalisation du cannabis . En 1999 les « Verts sauvages » saccagent un champ de culture de pommes de terre génétiquement modifiées, en application de leur philosophie d'action directe. Tánczos est soupçonné d'y avoir pris part, mais n'est pas arrêté, faute de preuves,.
Il est élu député au scrutin de liste lors des législatives de 1999, devenant rapidement une figure connue du grand public. Il est fortement critiqué par la droite durant la campagne électorale, pour son engagement auprès des « Verts sauvages » et pour avoir admis qu'il fumait régulièrement du cannabis en tant que rastafari,. En 2002, le député Craig McNair, du parti Nouvelle-Zélande d'abord (populiste), porte plainte à son encontre pour usage de produit illicite. Tánczos est interrogé par la police, mais n'est pas arrêté, la police indiquant qu'elle n'a pas matière à constater un délit avéré.
Réélu en 2002, il perd son siège de justesse aux élections de septembre 2005, puis le retrouve en raison du décès du député vert Rod Donald en novembre. Durant ses trois mandats de député, Tánczos obtient la création d'un organisme indépendant d'investigation des violences contre les détenus, l'autorisation de production commerciale du chanvre et l'adoption de sa proposition de loi autorisant les mineurs à blanchir leur casier judiciaire au bout de sept ans (Criminal Records (Clean Slate) Act 2004). Il copilote la loi de minimisation des déchets adoptée en 2008, qui introduit des normes et procédures pour rendre plus efficace et plus écologique la gestion des déchets. Début 2008 il annonce qu'il ne visera pas un quatrième mandat, ne souhaitant pas s'éterniser au Parlement.
Lors de son discours d'adieu au Parlement en juin 2008, il salue ses collègues en ces termes : « Je suis arrivé au Parlement en pensant que vous êtes tous une bande de salopards [all a bunch of bastards]. Et j'avais tort. Il y a bon nombre de bonnes personnes ici. La notion même que tous les politiques sont malhonnêtes est erronée ». Pour autant, il regrette les conflits partisans stériles au sein de l'assemblée et les désaccords de partis entre personnes qui s'accordent en réalité sur le fond. Il accuse les médias de ne s'intéresser qu'aux querelles de personnes au Parlement et de se désintéresser totalement des débats de fond. Il conclut en se libérant des « chaînes » du temps chronométré, qui « nous déconnecte des rythmes naturels de la vie et de la planète », en fracassant sa montre à coups de marteau dans l'enceinte de la chambre.